# Беркоу, Джон
Джон Саймон Беркоу (англ. John Simon Bercow, род. 19 января 1963 года) — британский политик, бывший спикер палаты общин Соединённого Королевства, член парламента от Бакингема (англ. Buckingham) с 1997 по 2019. До избрания спикером в 2009 году был членом Консервативной партии. Занимал посты в теневых кабинетах Иана Дункана Смита и Майкла Говарда. В январе 2020 года назначен профессором политики в Королевском Холлоуэйском университете Лондона (англ. Royal Holloway, University of London).

## Биография

### Ранние годы
Родился в Мидлсексе в еврейской семье и в 1985 году окончил Эссекский университет. В юности был активным деятелем консервативной партии и являлся членом нескольких правых групп внутри партии. Он служил советником в 1986—1990 годах и безуспешно выдвигался в 1987 и 1992 годах на всеобщих выборах.

### Член парламента
На парламентских выборах 1997 года был избран депутатом в парламент от Бэкингема и был назначен в теневой кабинет в 2001 году. В ноябре 2002 года подал в отставку из теневого кабинета из-за споров в принятии закона о детях и усыновлении, но вернулся под начало Майкла Говарда в 2003 году. В сентябре 2004 года Беркоу был уволен из теневого кабинета из-за разногласий с его лидером Майклом Говардом.

### Спикер
После ухода в отставку спикера Майкла Мартина Беркоу выдвинул свою кандидатуру на выборах спикера 22 июня 2009 года и успешно прошёл. Он был переизбран на этот пост 18 мая 2010 года. Является казначеем всепартийной парламентской группы за племенные народы. Бывший правый консерватор, Беркоу сместился к умеренным позициям; даже ожидалось, что он следом за Квентином Дейвисом перейдёт в Лейбористскую партию. Этого не случилось, однако Беркоу побывал советником лейбористского правительства Гордона Брауна.

## Награды
- Стоунволльская награда «Политик 2010 года» за поддержку прав ЛГБТ.